# Charles de Gaulle
Charles André Joseph Marie de Gaulle ( meghallgatás) (Lille, 1890. november 22. – Colombey-les-Deux-Églises, 1970. november 9.) francia tábornok, államférfi, az Ötödik Francia Köztársaság 1. elnöke. A második világháborúban a francia nemzeti függetlenség feltétlen híveként szervezte és irányította a francia ellenállási mozgalmat. Személyisége a szabad Franciaországot szimbolizálta. A háború után alkotmányos reformot, a nemzeti érzelmeket hangsúlyozó erős államot teremtett Franciaországban.
Az Ötödik Köztársaság megalapítója, és első közvetlenül választott elnöke volt 1962-től. Kormányzati ciklusa alatt függetlenedett Algéria és számos egyéb francia gyarmat Franciaországtól. Erre az időszakra estek az országszerte kialakuló diáklázadások és a tömegsztrájkok. Nagy hatású szónok volt, s nagyszerű memoárokat írt a francia ellenállási mozgalomról. Az 1969. április 27-i népszavazás eredményeként másnap lemondott elnöki tisztségéről és visszavonult vidéki házába.
Franciaországban „Le Général” (A Tábornok) becenéven volt közismert.

## Származása és gyerekkora

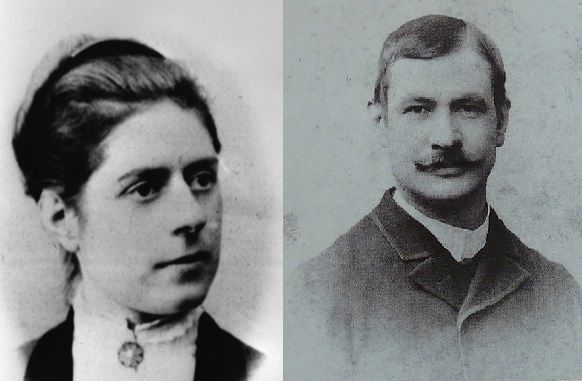
A szülők

De Gaulle a Francia Flandriában található Lille-ben, Henri de Gaulle (1848–1932) filozófia és irodalom szakos professzor és Jeanne Maillot (1860–1940) öt gyermeke közül harmadikként született 1890. november 22-én. Családja római katolikus, nacionalista, tradicionalista, ugyanakkor meglehetősen haladó szellemű volt. Apja ősi francia arisztokrata családból származott normandiai és burgundiai ősökkel, anyja pedig elszegényedett vállalkozók leszármazottja volt Lille ipari régiójából. A legkorábbi ismert De Gaulle a 12. századi VI. Lajos francia király egyik földesura volt. A név egy hollandosított alakból Van de Walle-ből származik, jelentése: a fal (egy erődítmény vagy a város, a sánc). Már gyerekkorában komoly érdeklődést mutatott az olvasás és a történelem iránt. 1900 októberétől Párizsban a keresztény Saint-Thomas-d'Aquin iskola diákja volt, majd az állam-egyház szétválasztása körüli konfliktusok miatt a belgiumi Antoing városában folytatta középiskolai tanulmányait, végül a párizsi Stanislas katolikus kollégiumban fejezte be. A katonai pályát választotta: 1908 és 1912 között a Saint-Cyr elit katonai akadémia hallgatója volt, majd tanulmányai befejezése után csatlakozott a francia hadsereg Arrasban állomásozó 33. gyalogosezredéhez.

## Katonai pályája a második világháborúig
Első világháborús szolgálata során megsebesült és fogságba esett 1916 márciusában Douaumont-nál a verduni csatában. A német hadifogságban írta meg első könyvét (Matthieu Butler társszerzőjeként) Az ellenség és a valódi ellenség (L’Ennemi et le vrai ennemi) címmel, a Német Császárságot és annak hadseregével kapcsolatos témákat elemezve. A könyvet 1924-ben adták ki.
A fegyverszünetet követően De Gaulle tovább szolgált a francia hadseregben: a Maxime Weygand tábornok vezette, 1919–1921 közötti, lengyelországi francia katonai misszióban. Ennek célja Lengyelország támogatása volt a Szovjet-Oroszország ellen folytatott lengyel–szovjet háborúban. De Gaulle kiképzőtisztként tevékenykedett a lengyel gyalogságnál. A Zbrucs folyó menti csatákban szolgálatával kitüntette magát, és elnyerte a legmagasabb lengyel katonai kitüntetést, a Virtuti Militarit. Őrnaggyá léptették elő és lengyelországi karriert ajánlottak neki, ám ő a Franciaországba való visszatérést választotta. Vezérkari tisztként szolgált, az École Militaire tanára, és egykori parancsnoka, Henri Philippe Pétain marsall pártfogoltja lett. De Gaulle-t ebben az időben erősen foglalkoztatta a tankok használata, a gyors csapatmozgások és korlátozott lövészárok-hadviselés elmélete.

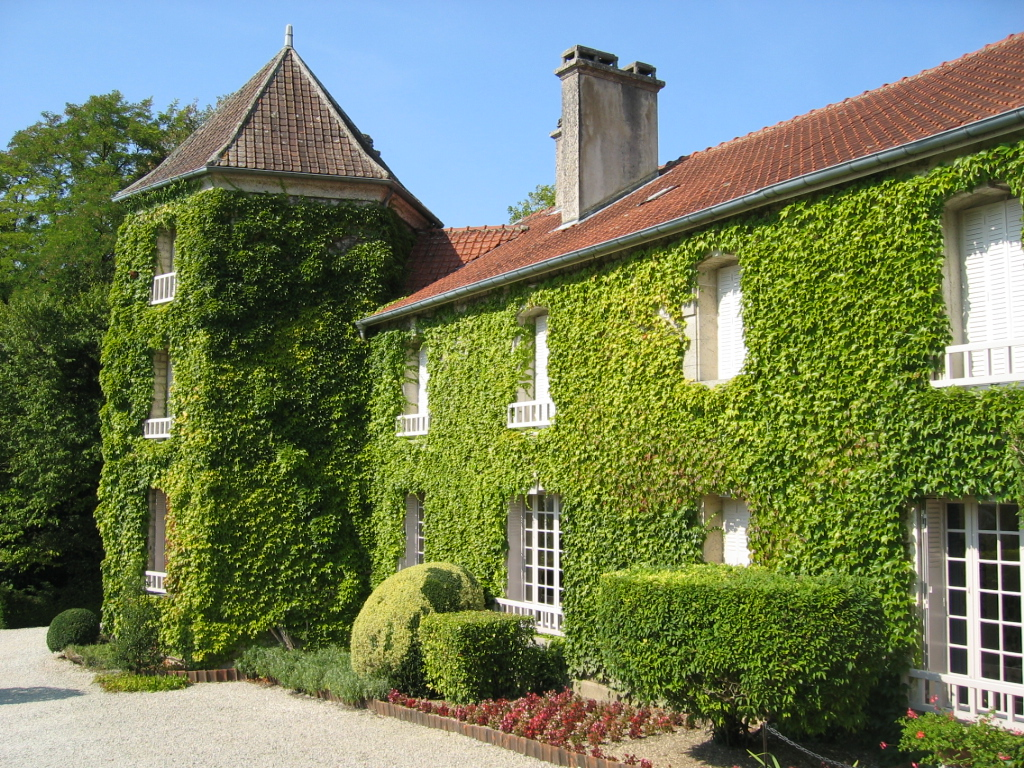
La Boisserie: De Gaulle 1934-ben vásárolt magánbirtoka és lakóhelye Colombey-les-Deux-Églises-ben (Haute-Marne megye)

1921 januárjáig szolgált itt. 1921. április 6-án Calais-ban feleségül vette Yvonne Vendroux-t. Ez év december 28-án Párizsban megszületett első gyermekük, Philippe de Gaulle (1921–2024). Charles de Gaulle vett néhány leckét a saját katonai és politikai karrierjéért Lengyelországban Józef Piłsudski marsalltól, aki évtizedekkel de Gaulle előtt már arra keresett megoldást, hogyan hozzák létre az európai államok szövetségét. Az 1930-as években és a 40-es évek elején De Gaulle több hadászati témájú könyvet és cikket írt, amelyekben nyilvánvalóvá vált írói tehetsége és kreatív gondolkodásmódja. 1922 és 1923-ban a katonai főiskola hallgatója volt. 1924. március 1-jén a Berger-Levrault kiadónál megjelent az első könyve, a Discorde chez l’ennemi (Széthúzás az ellenségnél). Ez év május 15-én megszületett lánya, Élisabeth de Gaulle. 1925. július 1-én Pétain marsall vezérkarába nevezték ki, aki akkor a Legfelsőbb Haditanács alelnöki posztját töltötte be. Motorizált, különleges páncélos osztagokkal ellátott, és professzionális alakulatokból álló hadsereg létrehozását sürgette a Maginot-vonal által megjelenített statikus katonai elméletekkel szemben. Míg a későbbiekben De Gaulle nézeteihez hasonló stratégiát alkalmaztak olyan katonai vezetők mint a brit J. F. C. Fuller, a német Heinz Guderian, az amerikai Dwight D. Eisenhower és George S. Patton, az orosz Mihail Tuhacsevszkij, vagy a lengyel Władysław Sikorski, ugyanakkor saját francia tiszttársai elvetették elméleteit, köztük saját parancsnoka, Pétain marsall is. De Gaulle kapcsolata feljebbvalójával emiatt feszültté vált.
A francia politikusok szintén elutasították De Gaulle ötleteit, megkérdőjelezve egy professzionális hadsereg politikai megbízhatóságát (kivéve Paul Reynaud-t, aki a későbbiekben is fontos szerepet játszott De Gaulle pályafutásában). Albert Speer szerint Adolf Hitler maga adta utasításba, hogy Nyugat-Európa invázióját De Gaulle elméleteinek figyelembe vételével kell megtervezni.

## Franciaország német lerohanása idején
A második világháború kitörésekor De Gaulle még csak ezredes volt, aki a 20-as és 30-as években gyakran került szembe a hadsereg vezetésével, határozott nézetei miatt. A francia 5. hadsereg egyik harckocsidandárának parancsnokaként De Gaulle a páncélos hadviseléssel kapcsolatos sok elméletét és taktikáját átültette a gyakorlatba. Az 1940. május 15-i, Sedannál történt német áttörés után a 4. páncélozott dandár parancsnokságával bízták meg. Május 17-én De Gaulle 200 tankkal támadta a német erőket Montcornet-nél úgy, hogy nem volt légi támogatása; május 28-án tankjai mégis rákényszerítették a német gyalogságot, hogy visszavonuljon Caumont térségébe. Június 1-jén tábornokká léptették elő. A vereségek sorozatát elszenvedő francia hadsereg kevés taktikai sikere közül néhányat De Gaulle-nak köszönhetett az ország.
Június 6-án Paul Reynaud miniszterelnök az Egyesült Királysággal folytatott koordinációért felelős honvédelmi államtitkárnak nevezte ki. A francia kormány fiatal tagjaként sikertelenül ellenezte a fegyverletételt illetve szorgalmazta azt, hogy a kormány tegye át székhelyét Észak-Afrikába és Franciaország afrikai gyarmataira támaszkodva folytassák a harcot. A brit kormánnyal kapcsolatban álló összekötőtisztként De Gaulle június 16-án telefonon tájékoztatta Paul Reynaud miniszterelnököt azon brit javaslatról, hogy a két ország hozzon létre politikai uniót. Ez valójában Franciaországot és az Egyesült Királyságot a háború időtartamára egy országgá egyesítette volna közös kormánnyal és egységes hadsereggel. Ez egy kétségbeesett, utolsó erőfeszítés volt, a francia kormány azon tagjainak a támogatására, akik a harc folytatását szorgalmazták.

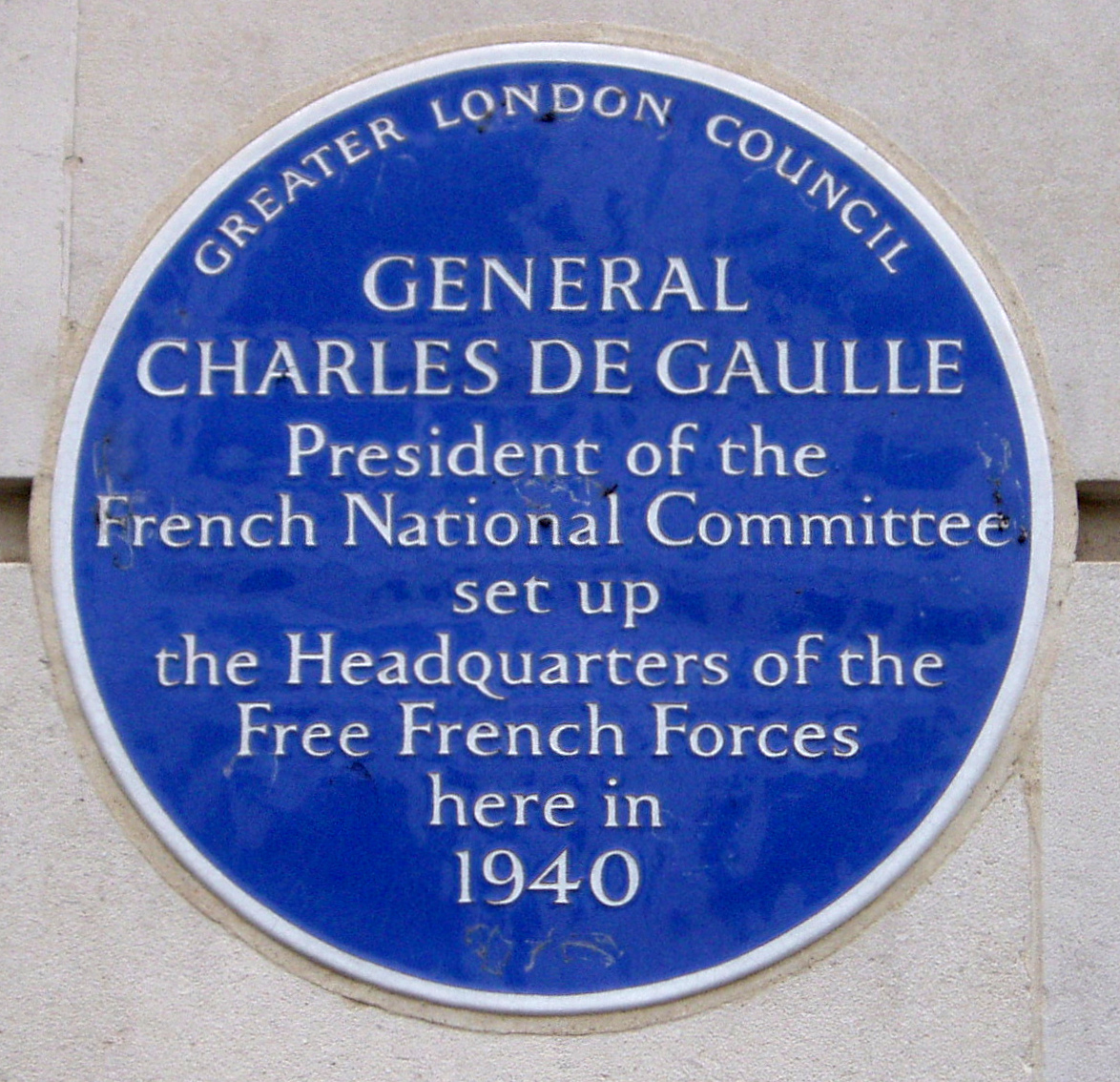
Emléktábla De Gaulle londoni főhadiszállása, a Charlton Gardens 4 falán

Az unió ötlete Jean Monnet-tól származott, aki a Francia-Angol Együttműködési Bizottság elnöke volt Londonban. Monnet elsőként Desmond Mortont, Winston Churchill brit miniszterelnök személyi titkárát kereste meg az ötlettel, aki azt javasolta, hogy Neville Chamberlain közvetítésével kellene a miniszterelnök elé tárni a tervet. Chamberlain közbenjárt Churchillnél és a terv végül a kabinet elé került, ahol jóváhagyták. Amikor az ötlet Churchill elé került, a miniszterelnök nem igazán lelkesedett érte, ám De Gaulle meggyőzte, hogy Reynaud számára valamilyen drámai támogató lépés alapvető fontosságú ahhoz, hogy kormányát a háborúban tudja tartani. A rendkívüli tervhez nyújtott támogatása ellenére a későbbiekben Churchill igyekezett távolságot tartani attól. Egy – röviddel halála előtt – 1964-ben adott párizsi interjújában De Gaulle megjegyezte, hogy ő és Churchill megpróbáltak rögtönözni valamit, de egyiküknek sem voltak illúzióik a tervvel kapcsolatban: végül az unió csak elképzelés maradt – Jean Monnet több álmához hasonlóan. Az interjú azonnali cáfolatra ösztönözte Monnet-t, aki kitartott amellett, hogy személyesen tájékoztatta az indítványról De Gaulle-t, aki komoly habozás után végül támogatta azt. A tábornok közreműködése a kérdésben azonban késeinek bizonyult.

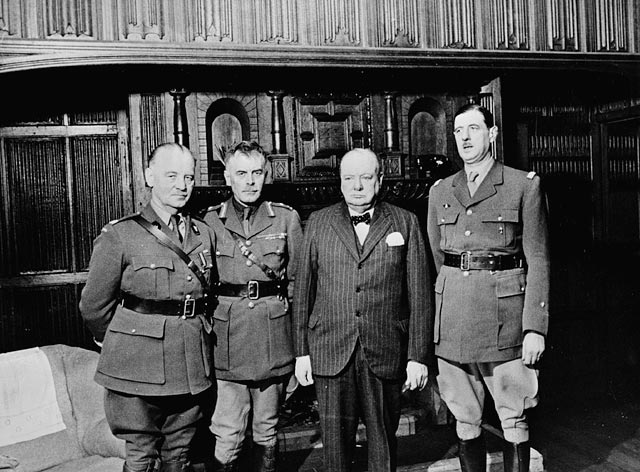
Sikorski, McNaughton, Churchill és De Gaulle 1941-ben

De Gaulle az átmeneti háborús fővárosba, Bordeaux-ba visszatérve megtudta, hogy Pétain marsall miniszterelnök lett, és azt tervezte, hogy a náci Németországgal fegyverszünetet köt. De Gaulle és a vele szövetséges tisztek fellázadtak az új francia kormány ellen. Június 17-ének reggelén De Gaulle és más vezető francia tisztek elhagyták az országot 100 000 aranyfrankkal, amit az exminiszterelnök Paul Reynaud biztosított számukra az ellenállás angliai megszervezésére. Szerencsésen elkerülve a német légierővel való találkozást, még aznap délután gépe biztonságosan leszállt Londonban.

## Az angliai ellenállástól a háború végéig
De Gaulle erősen ellenezte hogy a francia kormány békére törekedett a nácikkal és megkezdte a Szabad Francia Erők szervezését olyan katonákból és tisztekből, akik Franciaországon kívül állomásoztak, vagy vele együtt hagyták el az országot. Június 18-án De Gaulle egy híres rádióbeszédet tett közzé a BBC rádióállomáson keresztül (L'Appel du 18 Juin). Bár a brit kabinet kezdetben megpróbálta megakadályozni a beszédet, e törekvésüket felülbírálta Churchill. A beszédben De Gaulle arra buzdította a franciákat, hogy ne csüggedjenek és folytassák a Franciaország megszállóival illetve a nácikkal tűzszünetet kötő Vichy-kormánnyal szembeni ellenállást.
A francia hadvezetés élén évek óta álló tisztek kormányt alakítanak.

Ez a kormány a katonai vereségre hivatkozva tárgyalásba bocsátkozott az ellenséggel a harc beszüntetéséről.
Való igaz, hogy az ellenség szárazföldi és légi ereje leigázott bennünket.
Nem számbeli fölényük, sokkal inkább tankjaik, repülőgépeik sokasága, háborús taktikájuk késztetett minket meghátrálásra. A német tankok, repülőgépek, a német taktika lepték meg és hozták ebbe a jelenlegi helyzetbe hadvezetésünket.
De vajon eldőlt-e minden? Meghalt-e minden remény? Végleges-e a vereség? Nem!
Higgyék el nekem, aki a dolgok ismeretében szólok önökhöz, hogy semmi sem veszett el Franciaország számára. Ugyanazok az eszközök, amelyek vereségünket okozták, egy nap a győzelmet hozhatják el nekünk.
Mert Franciaország nincs egyedül! Nincs egyedül! Nincs egyedül!
Hatalmas gyarmatbirodalom áll mögötte. Szövetségre léphet a brit birodalommal, amely őrzi uralmát a tenger felett és folytatja a harcot. És Angliához hasonlóan, korlátlanul számíthatunk az Egyesült Államok hatalmas iparára is.
Ez a háború nem korlátozódik szegény hazánk földjére. Ennek a háborúnak a franciaországi csata nem vetett véget. Ez egy világháború. Semmilyen hibánk, semmilyen késlekedésünk, semmilyen szenvedésünk nem akadályozhatja azoknak az erőknek a működését a világban, amelynek egy napon ellenségeink pusztulását hozzák.
Ma leigázhatott bennünket a technikai fölény, de egy még hatalmasabb erő segítségével győzedelmeskedhetünk a jövőben. A világ sorsa dől el.

Én, De Gaulle tábornok Londonból szólítom fel azokat a francia tiszteket és közkatonákat, akik brit területen tartózkodnak vagy oda tartanak, akár fegyveresen, akár fegyvertelenül, és szólítom a mérnököket és a hadiiparban dolgozó szakmunkásokat is, akik brit területen tartózkodnak vagy oda tartanak, hogy vegyék fel velem a kapcsolatot.
Történjen bármi, a francia ellenállás lángja nem hunyhat ki, és nem fog kihunyni.
Holnap ugyanúgy, mint ma, szólni fogok a londoni rádióban.

De Gaulle tábornok
Noha az eredeti beszédet korlátozott területen hallhatták a megszállt Franciaországban, az ország területeinek jelentős részét elérte, segítve ezzel az ellenállási mozgalom erősödését és növelve a tábornok népszerűségét a francia polgárok és katonák körében. 1940. július 4-én egy katonai bíróság Toulouse-ban távollétben négy év börtönbüntetésre ítélte De Gaulle-t. Egy második katonai bíróság 1940. augusztus 3-án a Vichy-rezsim elleni árulásért és szökésért halálra ítélte. Brit támogatással De Gaulle Berkhamsteadben (Londontól 36 mérföldre északnyugatra) telepedett le és innen szervezte a Szabad Francia Erőket. A szövetségesek egyre nagyobb támogatást nyújtottak De Gaulle erőfeszítéseihez. A Nagy-Britanniával és USA-val való kapcsolataiban azonban a tábornok mindig igyekezett megőrizni a francia fél teljes önállóságát, cselekvési szabadságát és politikájában folyamatosan benne volt a szövetségesekkel való szakítás lehetősége. Tartott tőle, hogy a britek titokban szemet vetettek Franciaország gyarmataira. A brit miniszterelnök felesége Clementine Churchill, aki csodálta De Gaulle-t, egyszer figyelmeztette is; „Tábornok, nem szabad jobban utálnia a barátait mint az ellenségeit”. De Gaulle híressé vált válasza így hangzott „Franciaországnak nincsenek barátai, csak érdekei”.
A helyzet mindazonáltal összetett volt: De Gaulle bizalmatlansága a Franciaországgal kapcsolatos brit és amerikai igények iránt visszatükröződött az amerikai vezetésnek a Szabad Francia Erőkkel szembeni bizalmatlanságában. Az USA vezetése ugyanis sokáig nem ismerte el a tábornokot Franciaország képviselőjének és inkább a Vichy-kormánnyal igyekezett megállapodásra jutni. Roosevelt bízott abban, hogy sikerülhet Petaint eltávolítani a náci Németországtól.

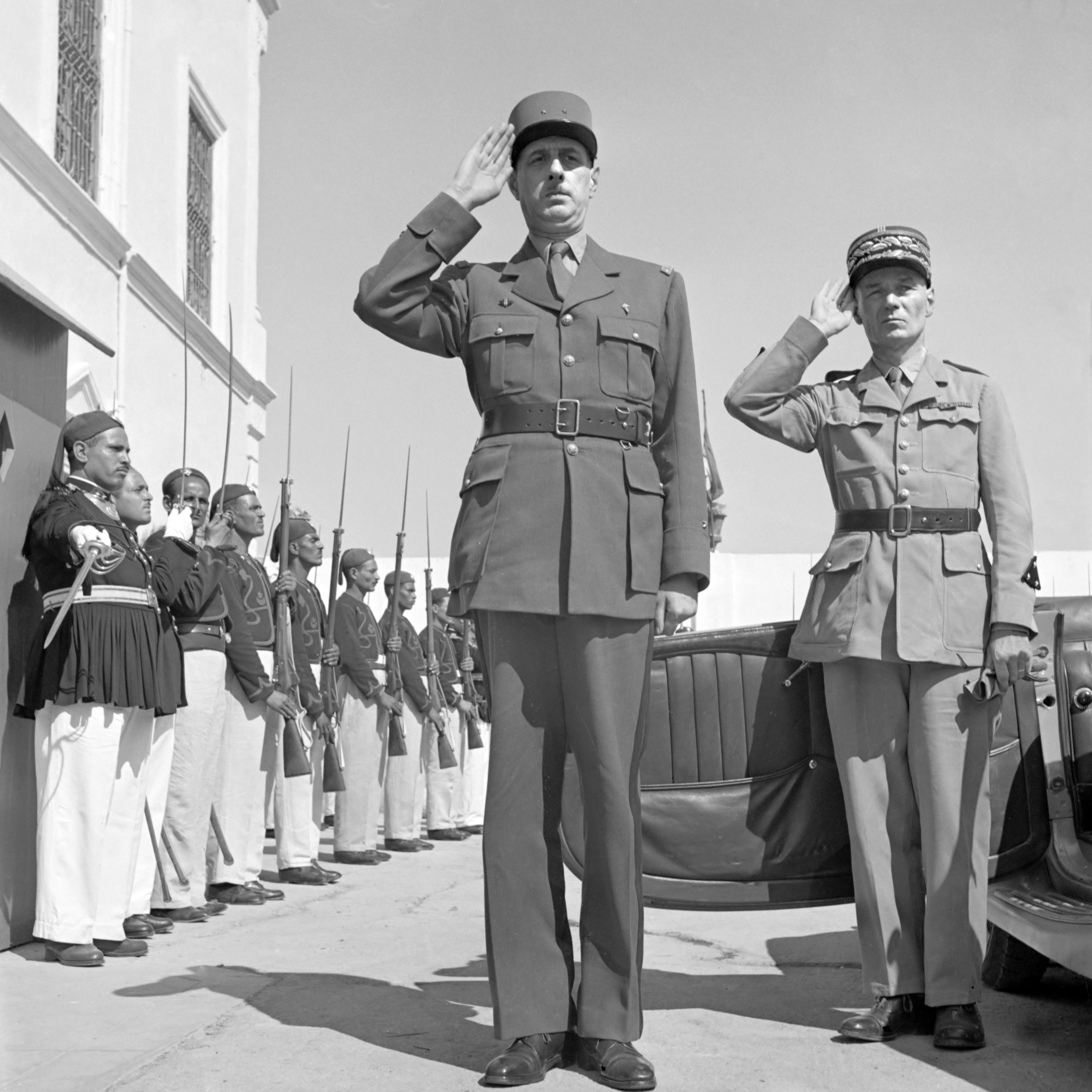
De Gaulle és Mast tábornokok Tuniszban 1943-ban

1941 augusztusában Polinézia, Új-Kaledónia, Csád, Kamerun, Közép-Kongó, Gabon, Új-Hebridák és az indiai francia területek csatlakoztak a Szabad Franciaországhoz. Szeptember 23–25. között részt vett a közös francia–brit hadműveletben, amelynek célja, hogy Dakart a Szabad Franciaország oldalára állítsa. Október 27-én Brazzaville-ben létrehozta a Gyarmat Védelmi Tanácsot, amit nem sokkal a britek el is ismertek. Doualai látogatása után november 17-én visszatért Angliába.
A szövetségesek 1942. novemberi észak-afrikai inváziója után De Gaulle 1943 májusában áthelyezte főhadiszállását Algírba. A kevésbé függetlenség párti, és ezért az USA által nagyobb mértékben támogatott Henri Giraud tábornokkal közösen első társelnöke lett a Francia Nemzeti Felszabadítási Bizottmánynak (Comité Français de la Libération Nationale), illetve ő lett a szervezet szóvivője.
Franciaország normandiai partraszállást követő felszabadítása során De Gaulle gyorsan létrehozta a Szabad Francia Erőket az ország területén is, hogy ezáltal elkerülje egy szövetséges katonai kormányzat felállítását a felszabadított országban. Párizs felszabadítása előtt néhány nappal Algériából Franciaországba repült, és még a frontvonal közeléből, szövetséges tisztek társaságában lépett be a főváros területére. Az Hotel Ville-ben elmondott híres beszédében hangsúlyozta a franciák szerepét a város felszabadításában.
Párizsba való visszatérte után újra felvette hivatalát a hadügyminisztériumban, hangsúlyozva ezzel a Harmadik Köztársaság jogfolytonosságát és a Vichy-rendszer illegitimitását. De Gaulle az 1944 szeptemberében felálló átmeneti kormány elnöke lett.

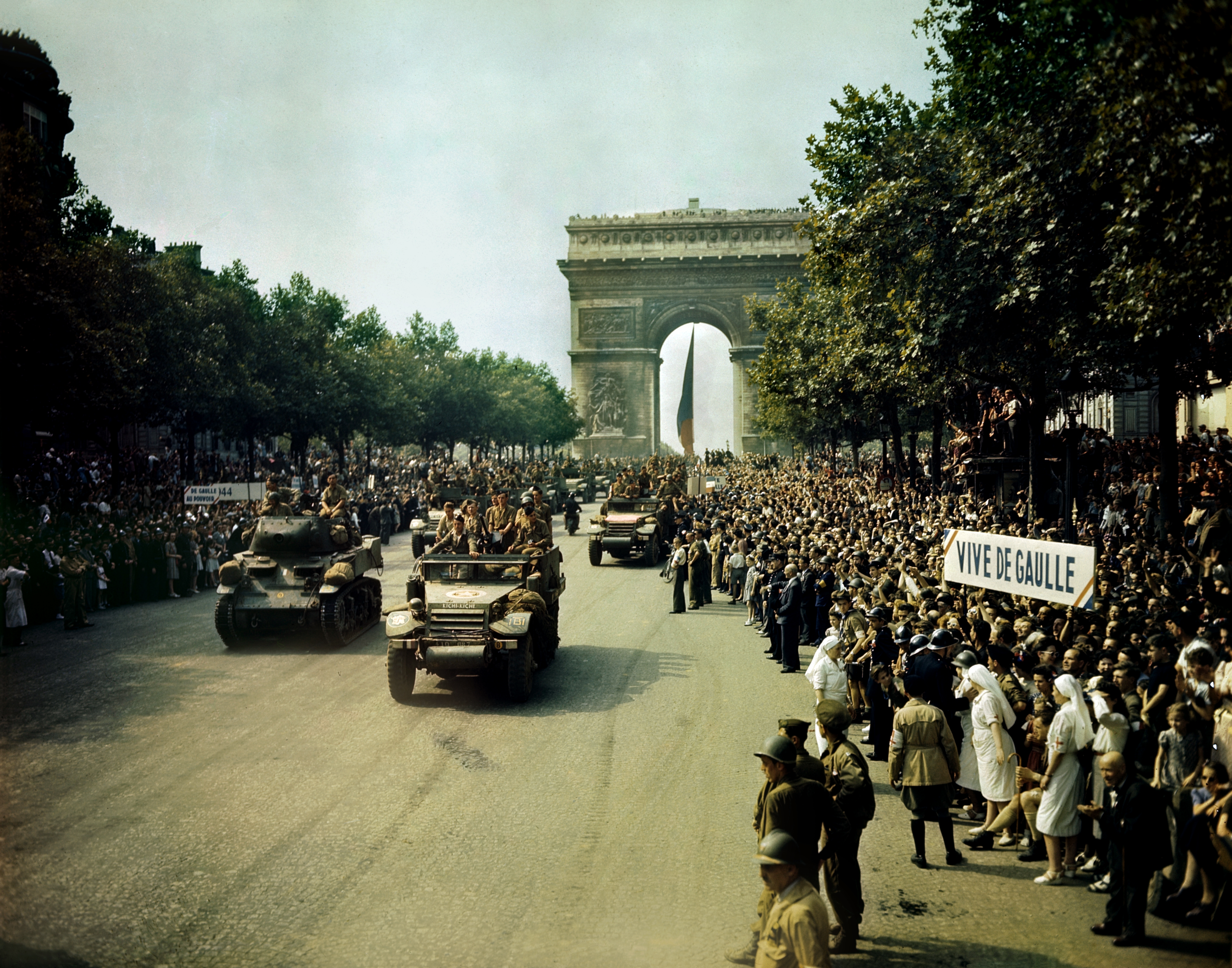
Diadalmas bevonulás Párizsba
1944. augusztus 26-án

1945-ben expedíciós erőket indított a távolkeletre, hogy helyreállítsák Franciaország fennhatóságát Francia-Indokínában. A terület irányításával Georges Thierry d'Argenlieu admirálist, az expedíció irányításával pedig Philippe Leclerc de Hauteclocque tábornokot bízta meg.
De Gaulle irányítása alatt a Szabad Francia Erők és az észak-afrikai francia gyarmatokról származó egységek részvételével felállt a nyugati fronton egy francia haderő, amely részt vett Franciaország déli részének felszabadításában. Ez a haderő (Első Francia Hadsereg néven) megközelítőleg az ország egyharmadának felszabadításában működött közre, ami azt jelentette, hogy a franciák ismét aktívan bekapcsolódtak a szövetségesek Németország elleni harcába. Az Első Francia Hadsereg jelentős német területeket foglalt el a náci Németország megszállása során, ami lehetővé tette, hogy Franciaország egyenrangú résztvevő legyen a német kapitulációnál. Az angol és amerikai ráhatás következtében, és az orosz ellenkezés dacára a Jaltai konferencián még egy francia megszállási övezetet is kijelöltek a megszállt Németországban.
Hivataláról végül 1946. január 20-án mondott le a politikai pártok torzsalkodásai miatt, illetve mert helytelenítette a Negyedik Köztársaság tervezett alkotmányát, amely megítélése szerint túl sok hatalmat engedett a parlamentnek és ezen keresztül az ügyeskedő pártoknak. Hivatalában Félix Gouin, Georges Bidault, majd Léon Blum követte.

## A háború utáni visszavonulás időszaka
De Gaulle ellenállása az alkotmány tervezetével szemben elbukott, amikor a baloldali pártok is felsorakoztak az erős parlament terve mellett. A második alkotmánytervezet – amelyet az 1946 októberi népszavazás során a szavazók kis többséggel támogattak – még kevésbé nyerte el a tábornok tetszését. Ekkor visszavonult Colombey-les-Deux-Églises-i otthonába, hogy megírja háborús memoárját.
1947 áprilisában újabb kísérletet tett a politikai paletta átformálására, amikor létrehozta pártját Rassemblement du Peuple Français (RPF) néven. Ám a kezdeti sikerek után a mozgalom lendülete kifulladt. 1953 májusában újra visszavonult az aktív politizálástól, noha az RPF még 1955 szeptemberéig működött.
Ismét visszavonult vidéki otthonába, hogy folytassa a Mémoires de guerre címet viselő visszaemlékezéseit. Azonban hivatalos visszavonultságának ideje alatt is rendszeres kapcsolatban maradt egykori háborús, és RPF-es politikai szövetségeseivel, köztük a francia-algériai politikai mozgalmakban is érintett személyekkel.

## A Negyedik Köztársaság összeomlása
A Negyedik Köztársaság politikai bizonytalansággal, az Indokínában elkövetett hibák sorával és az algériai válsággal küzdött. Ugyanakkor Pierre Mendès France miniszterelnök az 1954-es genfi konferencián véget vetett az indokínai háborúnak illetve megszületett az 1956-os loi-cadre Deferre jogi reform, amely Tunézia és Marokkó számára a függetlenséget jelentette.
1958. május 13-án algériai francia telepesek, felismerve a francia kormányzat gyengeségét az ország arab többségének függetlenségi törekvéseivel szemben, elfoglalták Algírban a kormányzati épületeket. A De Gaulle politikájával szimpatizáló, azaz elterjedt kifejezéssel gaullista Jacques Massu irányításával létrejött az úgynevezett Civil és Katonai Közbiztonsági Bizottmány. Algéria főparancsnoka, Raoul Salan tábornok bejelentette, hogy átmeneti kormányzást vezet be, és „számít a hadsereg és vezetőinek bizalmára”. Massu nyomására Salan az algériai központi kormányzat épületének balkonján május 15-én elmondott beszédében így kiáltott: „Vive de Gaulle!” („Éljen De Gaulle”!). Két nappal később válaszul De Gaulle bejelentette, hogy „kész elfogadni a köztársaság által felkínált hatalmat.” Egy május 19-i sajtókonferencián De Gaulle ismét kijelentette, hogy „a köztársaság rendelkezésére áll”. Amint egy újságíró sokak aggodalmát kifejezésre juttatva felvetette, hogy a tábornok esetleg a civil szabadságjogok ellen törne, De Gaulle indulatosan így válaszolt: „Tettem én ilyet valaha!? Ellenkezőleg: amikor eltűntek, helyreállítottam őket. Őszintén ki gondolhatja, hogy 67 évesen akarok diktátori karrierbe kezdeni?” A konfliktus során De Gaulle mindvégig azt hangoztatta, hogy mint meggyőződéses demokrata, csak az alkotmányos felhatalmazással rendelkező hatóságoktól akar bármilyen megbízatást elfogadni.
A válság csak még mélyebb lett, amikor Algériában állomásozó ejtőernyős alakulatok elfoglalták Korzikát, és felvetődött párizsi bevetésük is, a Feltámadás fedőnevű hadművelet keretében.
Különböző oldalakhoz tartozó politikai vezetők támogatták a tábornok hatalomba való visszatérését, kivéve François Mitterrand-t, Pierre Mendès France-t, Alain Savary-t, a Francia Kommunista Pártot, és további baloldaliakat. Május 29-én a francia elnök René Coty felhívással fordult a „legelőkelőbb franciához”, hogy tárgyaljon vele és vizsgálják meg közösen, hogy mi volna a legszükségesebb, azonnali feladat egy nemzeti kormány felállításához, illetve mit kéne tenni az állami intézmények mélyreható reformjához. De Gaulle – aki tizenkét évvel korábban is azért vonult vissza a politikától, mert úgy vélte, hogy a túl erős hatalommal bíró pártok túlzottan megnehezítik a kormányzást – továbbra is elszántan sürgette a Negyedik Köztársaság alkotmányának megváltoztatását, mivel továbbra is ezt tartotta az állam politikai gyengeségének legfőbb okának. Visszatérése feltételéül szabta, hogy kapjon hat hónapra széles jogköröket a vészhelyzet megoldásához, és készüljön új alkotmány, amit a franciák elé terjesztenek. De Gaulle-t 1958. június 1-jén az általa megszabott hat hónapos vészhelyzeti jogkörökkel a Nemzetgyűlés miniszterelnökké választotta.
Szeptember 28-án népszavazásra került sor és a választók 79,2%-a támogatta az új alkotmányt és az Ötödik Köztársaság megalapítását. A francia gyarmatok választhattak az új alkotmány elfogadása és az azonnali függetlenség között. (Kivéve Algériát, amely hivatalosan Franciaország része és nem gyarmat volt.) Az összes afrikai gyarmat az új alkotmány mellett szavazott és a korábbi Union française szövetségi rendszer helyett a Communauté française tagja lett, amely nagyobb autonómiát biztosított a tagoknak. Az egyetlen kivétel Guinea volt, amely a függetlenséget választotta, azon az áron, hogy minden téren azonnal elvesztette Franciaország támogatását.
De Gaulle elképzeléseivel összhangban, a továbbiakban a nemzet vezetője jelenítette meg a „nemzet lelkét” a világ és az ország felé.

## Az Ötödik Köztársaság kezdetei
1958 novemberében De Gaulle és pártja (Union pour la Nouvelle République-Union Démocratique du Travail) kényelmes többséget szerzett a választásokon. Decemberben az elektorok szavazatainak 78%-ával De Gaulle-t köztársasági elnökké választották, majd 1959 januárjában az új elnök elfoglalta hivatalát.

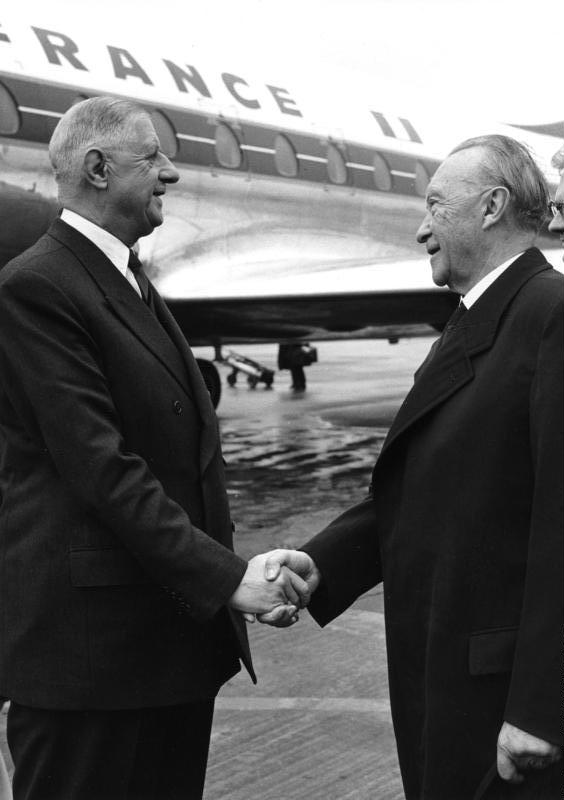
De Gaulle találkozása Adenauerrel 1961-ben

Hivatalba lépésekor fenyegető gazdasági problémákkal kellett szembenéznie, és az ország gazdasági élénkítésébe kezdett, aminek része volt a 100 régi frankot érő új frank 1960-as bevezetése. De Gaulle ismét függetlenségpárti politikát folytatott: visszautasította a Szovjetunió és az Egyesült Államok közeledését is, hogy egy önálló, nukleáris nagyhatalommá váló Franciaországot építhessen, és erősen szorgalmazta egy önálló Európa építését, bízva abban, hogy az európai nemzetek konföderációja visszaállíthatja a kontinens birodalmainak valamikori dicsőségét. Elkezdte egy szoros francia-német együttműködés kialakítását amely az Európai Gazdasági Közösség alapja lett. Személyében I. Napóleon császár óta először járt francia államfő Németországban. 1963 januárjában a két állam nevében De Gaulle és Konrad Adenauer barátsági megállapodást kötött (Elysée-szerződés). Ugyanakkor Franciaország aranykészleteket vásárolván ez Egyesült Államoktól csökkentette dollár tartalékait, csökkentve ezzel a gazdaságára nehezedő amerikai pénzügyi befolyást is.
1959. november 23-án egy strasbourgi beszédében így fogalmazta meg Európával kapcsolatos elképzeléseit:
Oui, c’est l’Europe, depuis l’Atlantique jusqu’à l’Oural, c’est toute l’Europe, qui décidera du destin du monde.

("Igen, ez, az Atlanti-óceántól az Urálig terjedő Európa, a teljes Európa az, ami meg fogja határozni a világ sorsát.")
Az általa használt kifejezés, „az Atlanti-óceántól az Urálig terjedő Európa”, gyakran idézett fordulattá vált az európai integráció történetében. Elképzelése szemben állt az USA és Nagy-Britannia által képviselt „atlanti gondolattal”, és inkább egy önálló Európa pártján állt, amely harmadik pólust képezhet az Egyesült államok és a Szovjetunió között. Az elképzelésben az Urálnak, mint Európa részének megemlítése enyhülést jelentett a szovjetek felé, miközben a mondat másik fele úgy is magyarázható, mint Nagy-Britannia kizárása egy jövőbeli Európa fogalmából.
Elnökké válása után De Gaulle-nak a véres és megosztó algériai háború lezárásának sürgető feladatával is szembesülni kellett. A francia baloldal Algéria függetlenségének megadását pártolta és arra buzdította az elnököt, hogy teremtsen békét anélkül, hogy az Franciaország presztízsének romlását eredményezné. Ez az álláspont komoly felháborodást váltott ki az algériai francia telepesek és támogatóik körében, és De Gaulle-nak két egymást követő felkelést is el kellett fojtania az algériai telepesek és ott állomásozó francia csapatok körében. Ezek közül a második akció már egyenesen a lázadó ejtőernyős alakulatok anyaországi inváziójával fenyegetett.
De Gaulle kormányzata eltitkolta az 1961-es Párizsi mészárlást. Ekkor Maurice Papon párizsi rendőrprefektus hallgatólagos támogatásával több száz, Algéria függetlensége mellett tüntető, főként algériai származású személyt gyilkoltak meg rendőrök a párizsi rendőrség udvarán és a Szajna partján. Papon a rendőröktől kegyetlenséget kért és ígéretet tett rá, hogy elrejtik őket az igazságszolgáltatás elől. A tömeggyilkosságot közel harminc évig sikerült elhallgatni. Az áldozatok száma a mai napig tisztázatlan, egyes becslések szerint 70 mások szerint 200, vagy még annál is magasabb.
Az elnök több alkalommal volt az Algéria függetlensége ellen küzdő titkos katonai szervezet az Organisation de l'armée secrète (OAS) merényletének célpontja. 1962. augusztus 22-én csak szerencséjének köszönhetően élt túl egy merényletet Petit-Clamar közelében, amelyet a később emiatt kivégzett Jean-Marie Bastien-Thiry alezredes szervezett. Az akciónak három magyar résztvevője is volt, akiket tettükért hosszú börtönbüntetésre ítéltek.
Az 1961-es, Algéria függetlenségéről rendezett népszavazás után De Gaulle tűzszünetet hozott létre, az 1962 márciusában aláírt éviani egyezményben megfogalmazott megállapodással, amit egy hónappal később egy másik népszavazás meg is erősített. Noha ezzel az algériai kérdés rendeződött, Michel Debré miniszterelnök lemondott hivataláról, és helyére Georges Pompidou került 1962. április 14-én. Algéria 1962 júliusában vált függetlenné. Ezzel egyidőben amnesztiát hirdettek minden, a háború során elkövetett bűncselekménnyel kapcsolatosan. 1962-ben mindössze néhány hónap alatt 900 000 francia telepes hagyta el az országot. A menekültek kivándorlása az 1962-es oráni mészárlás után gyorsult fel, amikor világossá vált, hogy az éviani egyezményben foglaltak nem jutnak érvényre és a francia kormányzat nem szándékozik megvédeni a telepeseket.
1962 szeptemberében De Gaulle egy olyan alkotmánymódosítást kezdeményezett, amelynek értelmében a köztársasági elnököt közvetlenül a választópolgárok választják meg. Időközben egy bizalmatlansági szavazást követően De Gaulle október 4-én feloszlatta a nemzetgyűlést és új választásokat írt ki. A választás előtt (október 28-án) azonban még sor került a népszavazásra, amelyen De Gaulle javaslata közel kétharmados, 62,25%-os támogatást kapott, azaz a továbbiakban az elnökről az általános választójoggal rendelkező szavazók dönthettek. A szavazattöbbség annak ellenére jött létre, hogy a legtöbb párt – erős elnöki rendszertől tartva – a változtatás elutasítása mellett foglalt állást.
A parlamenti választásokra november 18-án és 25-én került sor. Noha a baloldal előretört, a gaullisták ismét többséget szereztek.

## 1962-1968: a „politique de grandeur” időszaka
A lezárt algériai konfliktussal a háta mögött De Gaulle végre arra a két területre koncentrálhatott, amelyet fontosnak érzett: a francia gazdaság reformjára és egy független külpolitikát folytató erőteljes Franciaország megjelenítésére a nemzetközi porondon. Ezt a nemzeti nagyságra építő De Gaulle-i irányvonalat szokták „politique de grandeur” néven emlegetni.

### „Harminc dicsőséges év”
Miközben a 18. század óta példátlan népességrobbanás zajlott Franciaországban, a kormányzat – Georges Pompidou miniszterelnöksége alatt – a gazdaság gyors ütemű átalakításához fogott. A kapitalista és állami irányítás alatt álló gazdaság sajátos keverékeként a kormányzat mélyen beavatkozott a gazdasági életbe fő eszközként ötéves tervezési ciklusokat alkalmazva.
Széles körben ismert és gazdaságilag többnyire, de nem minden esetben sikeres projekteket indítottak. Ezek közé tartozott például a marseille-i kikötő fejlesztése (amely rövidesen a harmadik legnagyobb európai, és a legnagyobb mediterrán kikötővé vált), a Caravelle utasszállító repülőgép-projekt (az Airbus egyik elődje) támogatása, a francia-brit együttműködésben készülő Concorde utasszállító toulouse-i gyártásáról hozott döntés, a francia autóipar fejlesztése (az állami tulajdonú Renault-val a középpontban) és a Párizst a tartományokkal összekötő első autópályák építése.
E projekteknek köszönhetően a francia gazdaság a 19. század óta nem látott növekedést ért el.
1964-ben a francia GDP 200 év után először haladta meg a britet, és ezt a pozíciót a francia gazdaság egészen a '90-es évekig tartani is tudta. Erre az időszakra Franciaországban mindmáig nosztalgiával emlékeznek, mint „Trente Glorieuses”, a gazdasági fellendülés harminc dicsőséges évének csúcspontjára.

### Külpolitika az EGK keretein belül
1963-ban De Gaulle megvétózta a britek csatlakozását az Európai Gazdasági Közösséghez, mivel úgy vélte, hogy az Egyesült Királyságból hiányzik a szükséges politikai akarat, hogy egy erős Európa része legyen. Úgy tekintett Nagy-Britanniára, mint az USA "trójai falovára". Meggyőződése szerint a kontinentális és brit gazdasági érdekek között összeegyeztethetetlen ellentétek feszültek. Mindezeken túl azt követelte, hogy az Egyesült Királyság fogadja el az EEK hat tagállama (Belgium, Franciaország, Hollandia, Luxemburg, Németország és Olaszország) által lefektetett szabályokat és saját szabadkereskedelmi övezetében vonja vissza az ezekkel az országokkal szemben támasztott elvárásait. A közös piac kiterjesztése helyett annak felpörgetését és elmélyítését pártolta.
Az EGK kezdeti éveit vizsgálva megállapítható, hogy a francia gazdaság – és különösen a mezőgazdaság – érdekeinek védelme erőteljesebben meghatározta De Gaulle britekkel kapcsolatos politikáját, mint bármilyen egyéb szempont. A tábornok hozzáállását ugyanakkor az a harag és bizalmatlanság is meghatározta amely második világháborús nagy-britanniai száműzetéséből származott. Ehhez adódott az az aggodalom, amelyet az USA és Nagy-Britannia közti nukleáris fegyverkezésre vonatkozó megállapodás okozott, és amelynek keretében az USA Polaris rakétákkal látta el a briteket.

### A negyedik atomhatalom
1960. február 13-án Franciaország negyedikként lépett az atomhatalmak közé, amikor végrehajtotta első kísérleti atomrobbantását a Szaharában, Algírtól 700 kilométerre dél-délnyugati irányban. De Gaulle ezen a területen is törekedett a francia függetlenség megteremtésére és kidolgozta az ország nukleáris fegyverkezési stratégiáját, amely a Force de frappe névre hallgatott, és amely egy szárazföldi, egy légi és egy tengeri erőből állt.

### A Kínai Népköztársaság elismerése
De Gaulle meg volt győződve róla, hogy a független Franciaország kiegyensúlyozó tényező lehet az Egyesült Államok és a Szovjetunió között. Főként brit és amerikai kritikusai szerint viszont, ez a vágyott politikai szerepkör alig volt több mint üres póz és opportunizmus. 1964 januárjában Franciaország diplomáciai kapcsolatokat létesített a legtöbb ország által ekkor még el nem ismert Kínai Népköztársasággal. Ez az első lépést jelentette a kommunista állam hivatalos elismerése felé. A kapcsolatfelvételre ugyanakkor anélkül került sor, hogy Franciaország megszakította volna kapcsolatait a Kínától 1949-ben elszakadt és vitatott függetlenségű Tajvannal, amelyet a világ legtöbb állama ekkoriban a hivatalos Kínának tekintett, és amely Kínát az ENSZ-ben is képviselte. A kialakult szituáció azért volt különös, mert a kommunista Kína ragaszkodott az "egy-Kína" elvhez, azaz elvárta a világ államaitól, hogy Tajvant ne tekintsék önálló államnak. Egy ideig nem volt világos, hogy a diplomáciai ellentmondás hogyan oldható fel és a nagykövetek cseréjét hónapokon át halogatták, ám Tajvan elnöke Csang Kaj-sek februárban megoldotta a konfliktust: Tajvan megszakította diplomáciai kapcsolatait Franciaországgal.
A lépés fontos jelentőséggel bírt a kommunista Kína számára a diplomáciai elismerésért folytatott küzdelemben. E küzdelem eredményeként 1971-ben az ENSZ 2758. számú határozatával megvonta Tajvan ENSZ-tagságát, és elismerte a Kínai Népköztársaságot. Ezt követően a világ államainak többsége a Kínai Népköztársaságot ismerte el a hivatalos Kínaként (noha sok ország párhuzamosan Tajvannal is diplomáciai kapcsolatban áll). 1972-ben az Egyesült Államok elnöke, Richard Nixon is látogatást tett a Kínai Népköztársaságban, amely a kapcsolatfelvétel első lépése volt.

### A második elnöki ciklus
1965 decemberében De Gaulle-t ismét köztársasági elnökké választották. A választásokon ellenfele François Mitterrand volt, aki a várakozásokhoz képest meglepően sok szavazatot kapott: a leadott voksok 45%-át szerezte meg.

### Függetlenedés a katonai szövetségesektől: NATO, Vietnám
1966 februárjában Franciaország kivonta csapatait a NATO katonai irányítása alól, noha a szervezetnek tagja maradt. De Gaulle ragaszkodott hozzá – pályafutása során nem először – hogy Franciaország döntési szabadsága maximálisan megmaradjon még szövetségeseivel szemben is. Szintén kijelentette, hogy a Franciaországban állomásozó idegen csapatoknak el kell hagyniuk az országot és erre egy évet adott.
Egy 1966 szeptemberében a kambodzsai Phnompen-ben elhangzott beszédében kifejezte Franciaország rosszallását amiatt, hogy az USA bevonódik a vietnámi háborúba. Felszólította az amerikaiakat a kivonulásra, mivel ezt látta az egyetlen járható útnak a konfliktus békés megoldása felé. A kijelentés annak fényében volt figyelemre méltó és meglepő, hogy a háború előzménye az indokínai háború volt, amelyet Franciaország vívott gyarmata megvédése érdekében a vietnámi kommunisták ellen, és amelyhez komoly támogatást kapott az Egyesült Államoktól.

### „Az üres szék válsága” és második vétó a briteknek
Az Európai Közösség (EK) megalapítása után De Gaulle-nak komoly szerepe volt a szervezet egyik legnagyobb válságának kirobbanásában. A válság kirobbanásának oka a közös agrárpolitika vagy még annál is meghatározóbb mértékben a szervezeten belüli döntési mechanizmus, a minősített döntéshozatali eljárás (qualified majority voting vagy QMV) körüli vita volt. Az eljárás lehetővé tette a többségi akarat érvényesülését, azaz nem volt szükség egyhangú döntésre bizonyos kérdésekben. Ennek következtében a kisebbségi álláspontot képviselő államok érdeke sérülhetett.
Miután Franciaország nem tudott megállapodni az agrárpolitika kérdéseiben az EK másik öt tagállamával, 1965 júniusában De Gaulle visszahívta az ország képviselőit a szervezetből, és bojkottálta a szervezeti reformokról zajló tárgyalásokat. A francia fél jelenléte nélkül a szervezet egészen 1966 januárjáig megbénult, amikor a luxemburgi kompromisszummal sikerült a konfliktust feloldani. A kompromisszum lényege az volt, hogy amennyiben valamely tagállam fontos nemzeti érdekeire hivatkozva ezt kérte, a többségi szavazással meghozandó döntéseket el lehetett halasztani addig, amíg a tagállamok egyhangú megállapodásra nem jutnak. Ez gyakorlatilag nemzeti vétójog létrejöttét, és a minősített döntéshozatal visszaszorulását jelentette. De Gaulle tehát sikeresen befolyásolta a Római szerződésben is rögzített közösségi döntéshozatali mechanizmust: ragaszkodott hozzá, hogy a döntések során a kölcsönös megértésre alapozott szolidaritás érvényesüljön.
1967 júniusában De Gaulle megvétózta a britek második csatlakozási kísérletét is. Hivatalos indoka a brit gazdaság fejletlensége volt, ám a háttérben továbbra is a tábornoknak a szoros brit-amerikai kapcsolatokkal szembeni ellenszenve és aggályai álltak.

### Közel-Kelet politika és a hatnapos háború
A közel keleti feszültség 1967-es növekedése láttán De Gaulle június másodikán – hat nappal a hatnapos háború kitörése előtt – fegyverembargót hirdetett Izrael ellen, noha ez nem vonatkozott az izraeli hadsereg francia eredetű nehézfegyverzetéhez szükséges alkatrészekre.
Ez váratlan fordulat volt De Gaulle Közel-Kelet politikájában: 1956-ban Franciaország, Nagy-Britannia és Izrael még együtt kísérelte meg visszaszerezni a Szuezi-csatornát Egyiptomtól. Az Izraeli Légierő francia Mirage és MD 452 Mystère  vadászgépeket használt a hatnapos háború során, és haditengerészetének új hajói Cherbourgban készültek. Noha a hajókat az izraeli fél kifizette, átadásukat letiltotta a francia kormányzat. Mégis a megrendelőhöz kerültek, mivel egy akció keretében kicsempészték őket Franciaországból kiváltva ezzel a franciák vádjait. Az utolsó hajók 1969 decemberében kerültek vízre, kevéssel a Franciaország és az immár független Algéria közötti megállapodás megkötése után, amelynek keretében olaj és francia hadianyag cserélt gazdát.

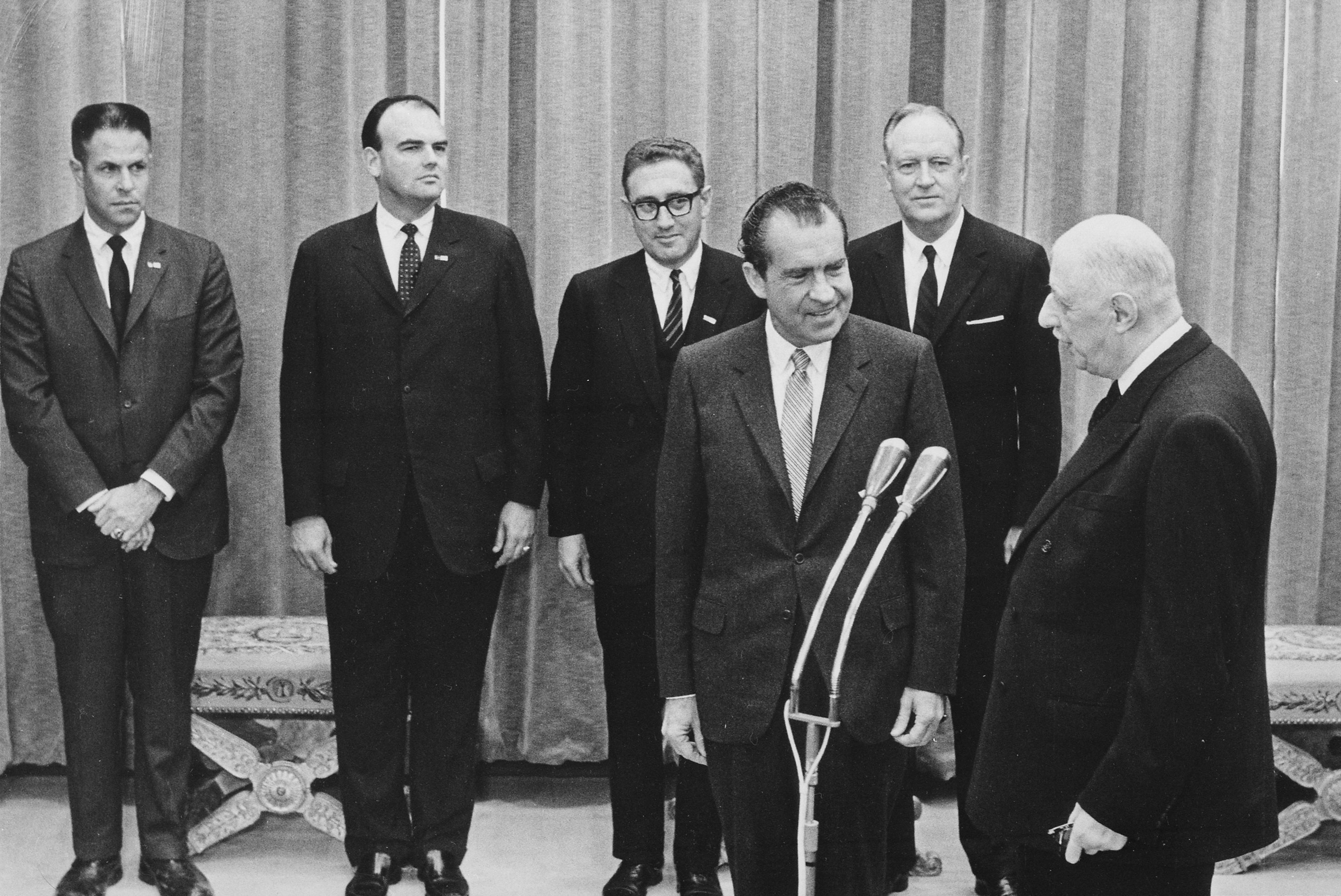
Richard Nixon és De Gaulle 1969-ben

Algéria függetlenségének megadása után a De Gaulle vezette francia külpolitika sokkal arabbarátabbá vált. Franciaország népszerűségének arab világbeli kialakulásában komoly szerepet játszott a tábornok hat napos háború idején képviselt álláspontja. Ezzel egy időben Izrael Franciaország helyett inkább az Egyesült Államok felé közeledett katonai támogatásért, illetve fokozta saját hadiiparának fejlesztését.
Egy televíziós konferencia során 1967. november 27-én De Gaulle úgy jellemezte a zsidókat, mint „zsarnoki és magától eltelt népet”. Dávid Ben-Gúriónnak 1968. január 9-én írott levelében kifejtette, hogy meggyőződése szerint Izrael figyelmen kívül hagyta a figyelmeztetéseket és átlépte a mértékletesség határát Jeruzsálem, illetve számos jordániai, szíriai és egyiptomi terület elfoglalásával. Úgy vélte, hogy Izrael az elnyomás és üldöztetés eszközeit alkalmazta a megszállás során, és ez vezetett a területek bekebelezéséhez. Kijelentette, hogy amennyiben Izrael visszavonná csapatait, lehetőség nyílna az ENSZ keretei között olyan megoldást találni, ami szavatolná a közel-keleti menekültek és kisebbségek méltóságteljes és igazságos jövőjét, Izraelnek a szomszédos államok általi elismerését, illetve az Akabai-öböl és a Szuezi-csatorna szabad hajózhatóságát.

### Nigériai polgárháború
1967. május 30-án Nigéria délkeleti, főként ibók által lakott tagállamai kinyilvánították elszakadásukat és kikiáltották a Biafrai Köztársaságot. Június 6-án kitört a polgárháború, ami egészen 1970 januárjáig tartott és Biafra bukásával ért véget.
Nagy-Britannia (és még nagyobb mértékben) a Szovjetunió katonai segítséget nyújtott Nigériának a szakadár tartomány visszahódításához. Ugyanakkor a De Gaulle vezette Franciaország is beavatkozott a konfliktusba ami azért volt rendhagyó, mert az a hagyományos francia érdekszférán kívül esett. A Nigéria esetleges felosztásával kapcsolatos politika vitában Franciaország és az Egyesült Királyság ellentétes oldalra került: De Gaulle a szakadár tartományok oldalára állt. A francia-nigériai kapcsolatok ugyanis igen fagyosak voltak a harmadik francia atomkísérlet után, amelyet Franciaország 1960 decemberében hajtott végre a Szaharában.
1968 augusztusától – amikor az erre vonatkozó embargó megszűnt – Franciaország korlátozott, titkos támogatást nyújtott a szakadár nigériai tagállamoknak. Jóllehet Franciaország katonailag segített Biafrát életben tartani a háború hátralévő tizenöt hónapjában, részvétele elégtelennek és visszásnak bizonyult. Ahogyan azt a biafrai főparancsnok megfogalmazta, "Franciaország több kárt mint hasznot okozott azzal, hogy hamis reményeket keltett, és Nagy-Britannia számára indokot szolgáltatott Nigéria felfegyverzésére".

### „Éljen a szabad Québec!”
1967 júliusában De Gaulle Kanadába látogatott, amely épp centenáriumát ünnepelte az Expo 67 nevű világkiállítással. Július 24-én a francia nyelvű tartomány, Québec székhelyének számító Montréal városházájának balkonjáról beszélve az összegyűlt nagy tömeghez, a tábornok így kiáltott: „Vive le Québec!” („Éljen Québec”), majd hozzátette „Vive le Québec libre!” („Éljen a szabad Québec!”). A kanadai sajtó élesen kritizálta a mondatot, és a kanadai miniszterelnök, Lester B. Pearson kijelentette: „A kanadaiaknak nincs szükségük rá, hogy felszabadítsák őket.” De Gaulle két nappal később elhagyta Kanadát, anélkül hogy az eredeti tervei szerint ellátogatott volna Ottawába. Soha többé nem tért vissza Kanadába. A beszéd komoly felháborodást keltett Kanadában és jelentős diplomáciai törést okozott a két állam kapcsolatában. Ugyanakkor fontos fordulópont volt a Québec Kanadától való függetlenségéért küzdő mozgalom történetében.
A következő évben De Gaulle Bretagne-ba látogatott és elszavalt egy breton nyelvű verset, amit nagybátyja (szintén Charles de Gaulle) írt. A beszéd után a tábornok alaposan leszólta a breton nacionalista mozgalmat. Azaz De Gaulle kettős mércét alkalmazott az angol nyelvű Kanadától elkülönülő „szabad” Québec és a hasonló breton mozgalom esetében.

## Politikája az 1968-as diáklázadások és tüntetések kapcsán
De Gaulle kormányát sok kritika érte Franciaországon belül, kiváltképp keménykezű politikája miatt. A nyomtatott sajtó szabad, a választások pedig demokratikusak voltak, illetve a külföldről működő magán rádió- és televízióállomások sugározhattak francia nyelven. Ugyanakkor az állami rádiózásban és televíziózásban monopólium alakult ki, és e testületek vezetői képesek voltak befolyásolni a hírszerkesztési elveket. A társadalom sok vonatkozásban (így például a nők helyzetét illetően) továbbra is maradi, sőt olykor elnyomó volt. A társadalom több szegmensében – így különösen az ifjúság köreiben – komoly türelmetlenséget váltott ki ez a jelenség, amely végül az 1968-as eseményekhez vezetett.
Az 1968-as májusi demonstrációk és sztrájkok komolyan kikezdték De Gaulle legitimitását. 1968 májusában a tábornok meglátogatta a Németországban állomásozó francia megszálló haderő parancsnokát, Jacques Massu tábornokot, hogy egy esetleges, a lázongókkal szembeni katonai intervencióról egyeztessen vele.
Egy egyeztetés során ahol a diákoknak és munkásoknak a gazdasági és politikai életben való közvetlen részvételre vonatkozó követeléseiről esett szó, De Gaulle szállóigét alkotott, amikor ingerülten kijelentette: „La réforme oui, la chienlit non!” (udvarias fordításban: „Reform igen, káosz nem!”). A kijelentés a mai napig emlegetett fordulat Franciaországban, kritikus és ironikus utalásként a gaulle-ista politikára.

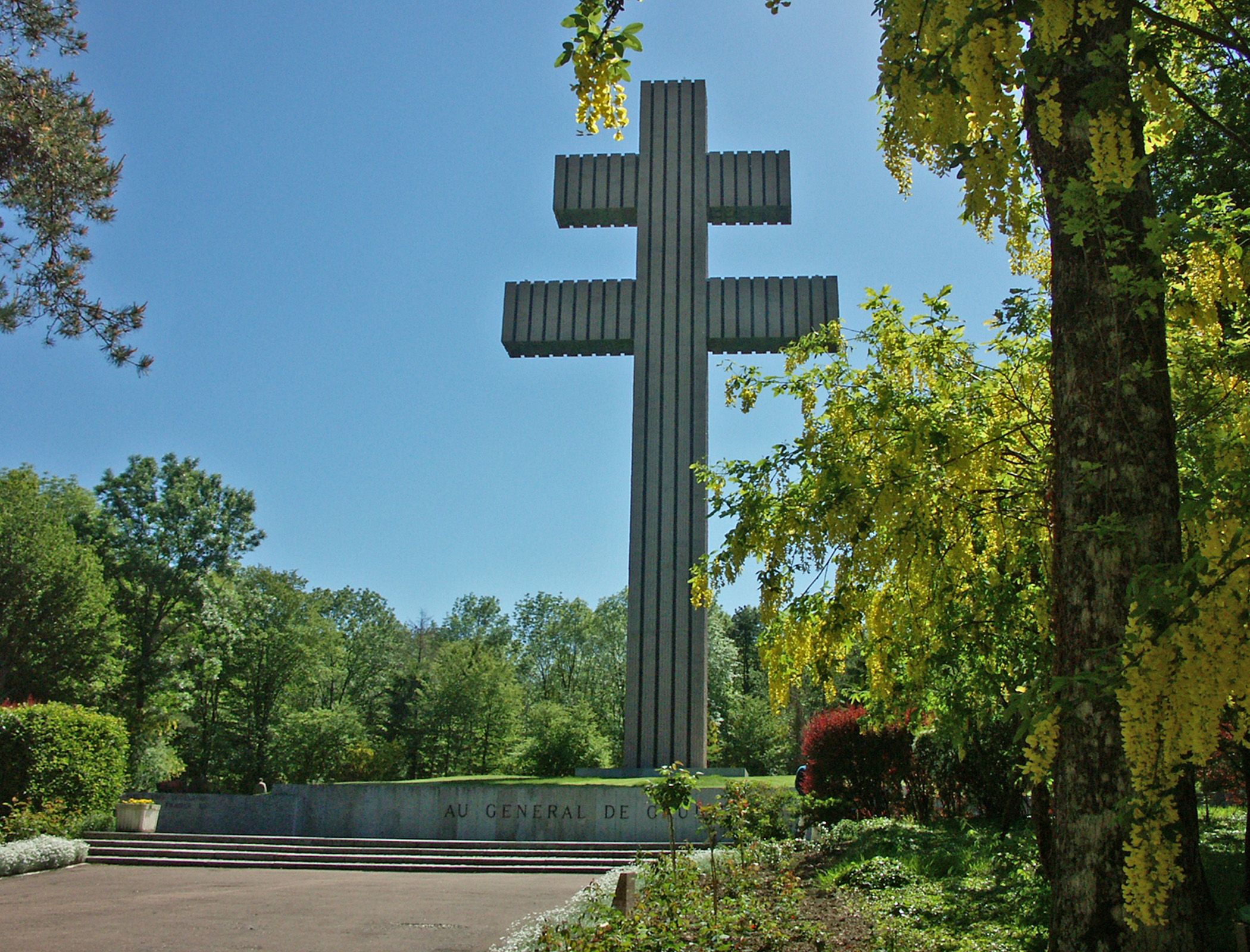
De Gaulle emlékműve, a lotaringiai kereszt Colombey-les-Deux-Églises-ben, a La Boisserie birtokon

## Visszavonulása és halála
De Gaulle 1969. április 28-án lemondott az elnökségről, miután egy általa előterjesztett szenátusi és önkormányzati reform elbukott a népszavazáson. Az elnöki székben Georges Pompidou követte.
A tábornok másodszor is visszavonult Colombey-les-Deux-Églises-i házába, és folytatta emlékiratait. Váratlanul hunyt el, két héttel nyolcvanadik születésnapja előtt, 1970-ben. Egészen haláláig kiváló egészségnek örvendett.
November 12-én temették el végrendelete szerint a colombey-i községi temetőben. Végakarata szerint temetésén állami vezetők nem, csak egykori veterán társai vehettek részt, és egyszerű sírkövére nevén és születési, valamint halálozási évszámán kívül semmi nem kerülhetett. Mivel visszavonulása után nem fogadta el az egykori állami vezetőknek, illetve a visszavonult tábornokoknak járó juttatásokat, halála előtt majdhogynem szűkös körülmények között élt. Családja a birtok eladására kényszerült. Egy alapítvány vásárolta meg, most a Charles de Gaulle Múzeum működik benne.

## Állami címek és posztok
Charles de Gaulle számos állami címben és posztban részesült hosszú élete alatt.
- 1944-től 1946-ig az Ideiglenes Francia Kormány tanácselnöke volt.
- 1944-től 1946-ig és később 1959-től 1969-ig Andorra Hercegségét osztotta meg Ramon Iglesiasi Navarrival.
- 1958-tól 1959-ig Franciaország miniszterelnöke volt.
- 1958-tól 1959-ig Franciaország honvédelmi minisztere volt.
- 1959-től 1969-ig Franciaország köztársasági elnöke volt.

## Művei
- La Discorde Chez l’Ennemi (1924)
- Histoire des Troupes du Levant (1931) (en collaboration avec le commandant Yvon, le colonel de Mierry collaborant à la préparation du texte final)
- Le Fil de l’Épée (1932)
- Vers l’Armée de Métier (1934)
- La France et son Armée (1938)
- Trois Études (1945) (Rôle Historique des Places Fortes; Mobilisation Economique à l’Étranger; Comment Faire une Armée de Métier) followed by the Memorandum of 26 January 1940.
- Mémoires de Guerre
  - Volume I – L’Appel 1940–1942 (1954)
  - Volume II – L’Unité, 1942–1944 (1956)
  - Volume III – Le Salut, 1944–1946 (1959)
- Mémoires d’Espoir
  - Volume I – Le Renouveau 1958–1962 (1970)
- Discours et Messages
  - Volume I – Pendant la Guerre 1940–1946 (1970)
  - Volume II – Dans l’attente 1946–1958 (1970)
  - Volume III – Avec le Renouveau 1958–1962 (1970)
  - Volume IV – Pour l’Effort 1962–1965 (1970)
  - Volume V – Vers le Terme 1966–1969

## Magyarul
- Liddell Hart, Fuller, De Gaulle: A páncélos háború elméletének képviselői. Folytatás; vál., szerk. Száva Péter; ZMKA, Bp., 1972 (Szemelvények a burzsoá katonai teoretikusok műveiből)
- Háborús emlékiratok; Gondolat, Bp., 1973
  - A riadó. 1940-1942; ford. Losonczi János
  - Az egység. 1942-1944; ford. Dániel Anna
  - A haza üdve. 1944-1946; ford. Terényi István
- A reménység emlékiratai; szerk. J. Nagy László, Ferwagner Ákos; Gradus ad Parnassum, Szeged, 2003–
  - 1. Az újjászületés, 1958–1962; ford. Nagy Miklós et al.; 2003

## Fordítás
- Ez a szócikk részben vagy egészben  a   Charles de Gaulle című angol Wikipédia-szócikk ezen változatának fordításán alapul.  Az eredeti cikk szerkesztőit annak laptörténete sorolja fel. Ez a jelzés csupán a megfogalmazás eredetét és a szerzői jogokat jelzi, nem szolgál a cikkben szereplő információk forrásmegjelöléseként.
- Ez a szócikk részben vagy egészben  a   Charles de Gaulle című francia Wikipédia-szócikk ezen változatának fordításán alapul.  Az eredeti cikk szerkesztőit annak laptörténete sorolja fel. Ez a jelzés csupán a megfogalmazás eredetét és a szerzői jogokat jelzi, nem szolgál a cikkben szereplő információk forrásmegjelöléseként.